# George Shaw-Lefevre, 1. Baron Eversley

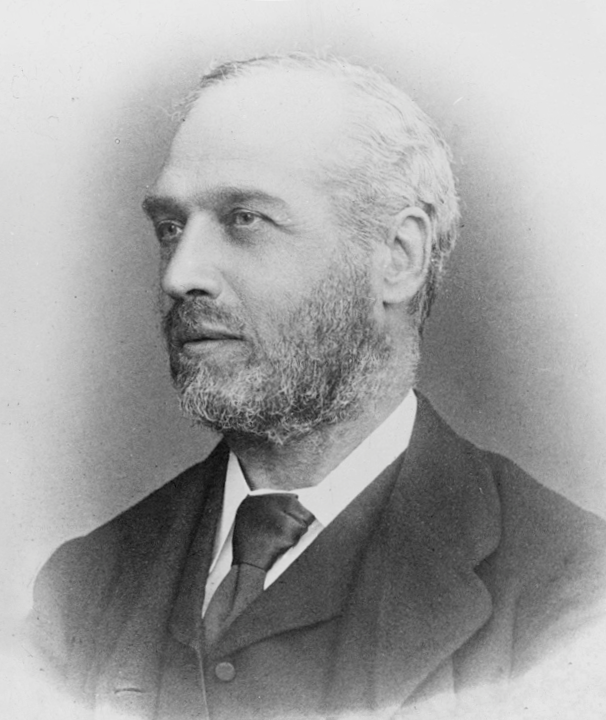
George Shaw-Lefevre, 1. Baron Eversley

George John Shaw-Lefevre, 1. Baron Eversley, PC (* 12. Juni 1831 in Battersea, London; † 23. April 1928 in Kings Worthy, Hampshire) war ein britischer Politiker der Liberal Party.
Shaw-Lefevre war unter anderem zwischen 1863 und 1885 sowie erneut zwischen 1886 und 1895 Mitglied des House of Commons. Er fungierte zwischen 1880 und 1885 als Minister für öffentliche Arbeiten, von 1884 bis 1885 als Postminister, zwischen 1892 und 1894 erneut als Minister für öffentliche Arbeiten sowie von 1894 bis 1895 als Minister für Kommunalverwaltung. 1906 wurde er als Baron Eversley zum Peer erhoben und gehörte als solcher bis zu seinem Tod dem House of Lords an. Er verfasste zudem zahlreiche Bücher zu politischen und historischen Themen.

## Leben

### Familiäre Herkunft, Unterhausabgeordneter und Juniorminister

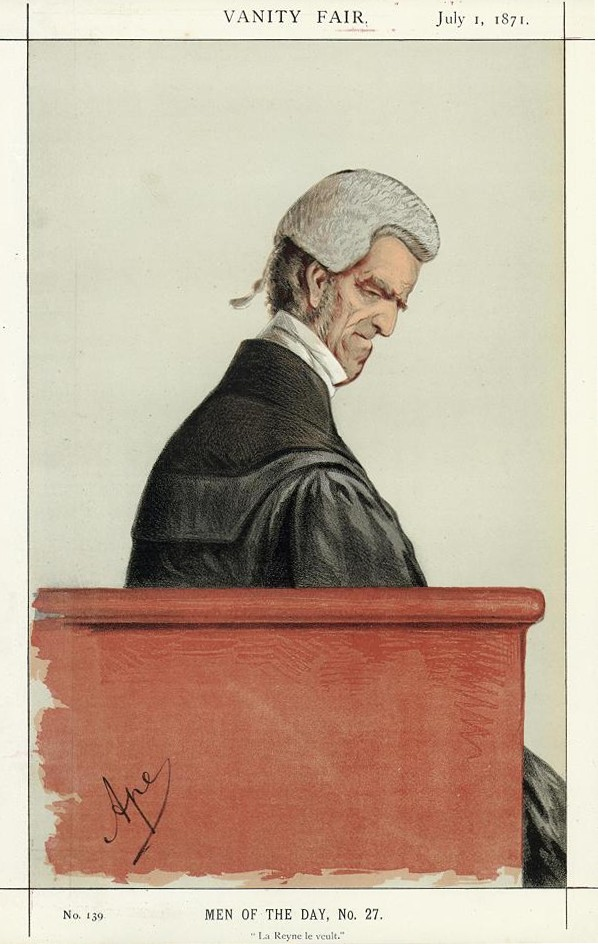
Shaw-Lefevres Vater war der Rechtsanwalt und Politiker John Shaw Lefevre (Karikatur von „Ape“ (Carlo Pellegrini) in Vanity Fair, Juli 1871).

George John Shaw-Lefevre war eines von acht Kindern des Rechtsanwalts John Shaw Lefevre (1797–1879), der unter anderem zwischen 1832 und 1833 kurzzeitig ebenfalls Unterhausabgeordneter, von 1842 bis 1862 Vizekanzler der Universität London sowie zwischen 1855 und 1875 als Clerk of the Parliaments der Direktor der Verwaltung des Parlaments des Vereinigten Königreichs war, und dessen Ehefrau Rachel Emily Wright (1801–1885). Unter seinen Geschwistern waren seine älteste Schwester Rachel Emily Shaw-Lefevre (1828–1889), die mit dem Kolonialbeamten Arthur Hamilton-Gordon (1829–1912) verheiratet war, der unter anderem Unterhausabgeordneter sowie Gouverneur mehrerer Kolonien war und 1893 als Baron Stanmore Mitglied des Oberhauses wurde. Seine jüngere Schwester Jane Georgina Shaw-Lefevre (1833–1914) war die Ehefrau von Sir Charles Lister Ryan (1831–1920), der von 1888 bis 1896 als Comptroller and Auditor General Präsident des Rechnungshofes war. Bereits sein Großvater väterlicherseits Charles Shaw Lefevre (1758–1823) war zwischen 1796 und 1820 Mitglied des Unterhauses. Sein Onkel, der ältere Bruder seines Vaters, war der Politiker Charles Shaw-Lefevre (1794–1888), der unter anderem von 1839 bis 1857 als Speaker of the British House of Commons Sprecher und damit Präsident des Unterhauses war und 1857 als 1. Viscount Eversley Mitglied des Oberhauses wurde.
Er selbst absolvierte nach dem Besuch des renommierten Eton College ein Studium am Trinity College der University of Cambridge, welches er mit einem Master of Arts (M.A.) beendete. Nach seiner Zulassung als Barrister am Inner Temple nahm er 1855 eine Tätigkeit als Rechtsanwalt auf. Am 17. Oktober 1863 wurde er bei einer Nachwahl im Wahlkreis Reading für die Liberal Party erstmals zum Mitglied des Unterhauses (House of Commons) gewählt und gehörte diesem nach seinen Wiederwahlen 1865, 1868, 1874 und 1880 bis zum 24. November 1885 an. 1866 hatte er im zweiten Kabinett Russell als Lord der Admiralität (Lord of the Admiralty) sein erstes Regierungsamt inne. Im ersten Kabinett Gladstone war er zwischen 1868 und 1871 zunächst Parlamentarischer Sekretär im Handelsministerium (Parliamentary Secretary to the Board of Trade), 1871 Unterstaatssekretär im Innenministerium (Under-Secretary for Home Affairs) sowie zuletzt von 1871 bis 1874 Parlamentarischer Sekretär der Admiralität (Parliamentary Secretary to the Admiralty). Im zweiten Kabinett Gladstone übernahm er 1880 abermals für kurze Zeit den Posten als Parlamentarischer Sekretär der Admiralität. Er wurde zudem am 16. Dezember 1880 Mitglied des Privy Council, des Geheimen Kronrates.

### Minister und Oberhausmitglied
Im Zuge einer Regierungsumbildung wurde Shaw-Lefevre am 29. November 1880 Minister für öffentliche Arbeiten (First Commissioner of Works) und bekleidete dieses Amt bis zum 13. Februar 1885, wobei er nicht formell Kabinettsminister war. Aufgrund seiner langjährigen juristischen Verdienste wurde er 1882 zudem sogenannter „Bencher“ der Anwaltskammer von Inner Temple. Am 7. November 1884 übernahm er das Amt als Postminister (Postmaster-General) und gehörte in dieser Funktion vom 5. März bis zum 9. Juni 1885 auch formell als Kabinettsminister dem zweiten Kabinett Gladstone. Er erlitt bei der Unterhauswahl am 24. November 1885 eine Niederlage und verlor zunächst sein Abgeordnetenmandat.
Bei einer Nachwahl im Wahlkreis Bradford Central wurde er jedoch wieder zum Mitglied des Unterhauses gewählt und gehörte diesem nunmehr nach seinen Wiederwahlen 1886 und 1892 bis zum 13. Juli 1895 an. Er war im vierten Kabinett Gladstone zwischen dem 18. August 1892 und dem 5. März 1894 noch einmal Minister für öffentliche Arbeiten. Im darauf folgenden Kabinett Rosebery bekleidete er schließlich vom 5. März 1894 bis 21. Juni 1895 das Amt als Minister für Kommunalverwaltung (President of the Local Government Board).
Am 16. Juli 1906 wurde George John Shaw-Lefevre als Baron Eversley, of Old Ford in the County of London, in den erblichen Adelsstand der Peerage of the United Kingdom erhoben und gehörte damit bis zu seinem Tod am 19. April 1928 dem Oberhaus (House of Lords) an. Er heiratete am 24. März 1874 Lady Constance Emily Reynolds-Moreton (1850–1929), die Tochter von Henry Reynolds-Moreton, 3. Earl of Ducie (1827–1921). Da diese Ehe kinderlos blieb und er ohne männlichen Nachkommen verstarb, erlosch mit seinem Tod der Titel des Baron Eversley.

## Veröffentlichungen
Er verfasste zudem zahlreiche Bücher zu politische und historischen Themen. Zu seinen Werken gehören:
- The Game Laws. William Ridgway, London 1874 (Onlineversion).
- English and Irish Land Questions. Collected Essays. Cassell, Petter, Galpin & Co., London 1881 (Onlineversion).
- Peel and O’Connell. AReview of the Irish Policy of Parliament from the Act of Union to the Death of Sir Robert Peel. Kegan Paul, Trench & Co., London 1887 (Onlineversion).
- Incidents of Coercion. A Journal of Visits to Ireland in 1882 and 1888. K. Paul, Trench & Co., London 1889 (Onlineversion).
- Combination and Coercion in Ireland. A Sequel to Incidents of Coercion. K. Paul, Trench, Trübner & Co., London 1890 (Onlineversion).
- Agrarian Tenures. A Survey of the Laws and Customs Relating to the Holding of Land in England, Ireland, and Scotland, and of the Reforms Therein During Recent Years. Cassell & Company, London 1893 (Onlineversion).
- English Commons and Forests. The Story of the Battle During the Last Thirty Years for Public Rights over the Commons and Forests of England and Wales. Cassell, London 1894 (Onlineversion).
- Commons, Forests and Footpaths. The Story of the Battle during the Last Forty-Five Years for Public Rights over the Commons, Forests and Footpaths of England and Wales. Cassell, London 1910 (Onlineversion).
- Gladstone and Ireland: the Irish Policy of Parliament from 1850–1894. Methuen, London 1912 (Onlineversion).
- The Partitions of Poland. T. Fisher Unwin, London 1915 (Onlineversion).
- The Turkish Empire. Its Growth and Decay. T. Fisher Unwin, London 1917 (Onlineversion).